# Rosa momiyamae
Rosa momiyamae är en rosväxtart som beskrevs av Hideaki Ohba. Rosa momiyamae ingår i släktet rosor, och familjen rosväxter. Inga underarter finns listade i Catalogue of Life.